# N5 Now
A N5 Now é uma empresa de software que se especializa na indústria financeira. Criada em agosto de 2017, a N5 Now desenvolve sistemas que se articulam com a infraestrutura legal existente, oferecendo ferramentas que permitem que as instituições financeiras façam a transição para plataformas digitais.

## Historial
A N5 Now foi criada em 2017 por Julián Colombo, antigo executivo do Santander, que é o CEO da empresa. A empresa estava inicialmente focada nas empresas de tecnologia financeira e rapidamente começou a prestar serviços a bancos e seguradoras tradicionais.
Em 2021, a N5 Now foi reconhecida como a Startup do Ano na América Latina pela Microsoft.  Em julho de 2022, a empresa recebeu outro prémio da Microsoft, “Melhor Plataforma de 2022” pelo design da plataforma para “Open finance” (“Open banking” e “Open insurance”).
Em setembro de 2023, a N5 garantiu o investimento de várias empresas de capital de risco, incluindo a Illuminate Financial, Exor Ventures, Madrone Capital Partners, LTS Investments e ArpexCapital.
Em 2024, a empresa lançou ferramentas de inteligência artificial concebidas especificamente para o setor financeiro que podem ser integradas em qualquer sistema central, CRM ou BPM.

## Atividades
A plataforma N5 Now integra os canais de back-end, processos e sistemas, como CRM, BPM, incentivos e omnicanal.
A empresa encontra-se ativa em 15 países na América Latina, Europa e EUA.  Os seus clientes incluem: Mastercard, Santander, Credicorp, Zurich Insurance, Atlas Bank e N26.
A sede da N5 fica em Buenos Aires, Argentina. Julián Colombo é o CEO da empresa.

## Links externos
- Official website